# Фулджеріш
Фулджеріш (рум. Fulgeriș) — село у повіті Бакеу в Румунії. Входить до складу комуни Пинчешть.
Село розташоване на відстані 225 км на північ від Бухареста, 30 км на південний схід від Бакеу, 98 км на південь від Ясс, 123 км на північний захід від Галаца, 138 км на північний схід від Брашова.

## Населення
За даними перепису населення 2002 року у селі проживали 337 осіб.
Національний склад населення села:
| Національність | Кількість осіб | Відсоток |
| -------------- | -------------- | -------- |
| румуни         | 322            | 95,5%    |
| цигани         | 15             | 4,5%     |

Рідною мовою назвали:
| Мова      | Кількість осіб | Відсоток |
| --------- | -------------- | -------- |
| румунську | 322            | 95,5%    |
| циганську | 15             | 4,5%     |